# Primitives de fonctions rationnelles
Les primitives des fonctions rationnelles se déduisent par celles de leur décomposition en éléments simples, donc des formules suivantes :
(On suppose a ≠ 0.)
{\displaystyle \int (ax+b)^{n}\,\mathrm {d} x={\frac {1}{(n+1)a}}(ax+b)^{n+1}+C} pour tout entier relatif n différent de –1 (Formule de quadrature de Cavalieri (en))
{\displaystyle \int {\frac {1}{ax+b}}\,\mathrm {d} x={\frac {1}{a}}\ln |ax+b|+C}
{\displaystyle \int {\frac {1}{ax^{2}+bx+c}}\,\mathrm {d} x=\left\{{\begin{array}{lll}\displaystyle {\frac {2}{\sqrt {-(b^{2}-4ac)}}}\operatorname {arctan} {\frac {2ax+b}{\sqrt {-(b^{2}-4ac)}}}+C&{\text{ si }}&b^{2}-4ac<0\\[18pt]\displaystyle {\frac {-2}{2ax+b}}+C&{\text{ si }}&b^{2}-4ac=0\\[6pt]\displaystyle {\frac {1}{\sqrt {b^{2}-4ac}}}\ln \left|{\frac {2ax+b-{\sqrt {b^{2}-4ac}}}{2ax+b+{\sqrt {b^{2}-4ac}}}}\right|+C=\left\{{\begin{array}{ll}-{\frac {2}{\sqrt {b^{2}-4ac}}}\operatorname {artanh} {\frac {2ax+b}{\sqrt {b^{2}-4ac}}}+C&{\text{ si }}|2ax+b|<{\sqrt {b^{2}-4ac}}\\-{\frac {2}{\sqrt {b^{2}-4ac}}}\operatorname {arcoth} {\frac {2ax+b}{\sqrt {b^{2}-4ac}}}+C&{\text{ sinon }}\end{array}}\right.&{\text{ si }}&b^{2}-4ac>0\end{array}}\right.}
{\displaystyle \int {\frac {x}{ax^{2}+bx+c}}\,\mathrm {d} x={\frac {1}{2a}}\ln |ax^{2}+bx+c|-{\frac {b}{2a}}\int {\frac {1}{ax^{2}+bx+c}}\,\mathrm {d} x}
Pour tout entier n ≥ 2 :
- {\displaystyle {\begin{aligned}\int {\frac {1}{(ax^{2}+bx+c)^{n}}}\,\mathrm {d} x=-{\frac {2ax+b}{(n-1)(b^{2}-4ac)(ax^{2}+bx+c)^{n-1}}}-{\frac {2(2n-3)a}{(n-1)(b^{2}-4ac)}}\int {\frac {1}{(ax^{2}+bx+c)^{n-1}}}\,\mathrm {d} x\end{aligned}}}
- {\displaystyle \int {\frac {x}{(ax^{2}+bx+c)^{n}}}\,\mathrm {d} x={\frac {bx+2c}{(n-1)(b^{2}-4ac)(ax^{2}+bx+c)^{n-1}}}+{\frac {(2n-3)b}{(n-1)(b^{2}-4ac)}}\int {\frac {1}{(ax^{2}+bx+c)^{n-1}}}\,\mathrm {d} x}